# Selección de fútbol sub-23 de Jordania
La Selección de fútbol sub-23 de Jordania, conocida también como la Selección olímpica de fútbol de Jordania, es el equipo que representa al país en Fútbol en los Juegos Olímpicos, en los Juegos de Asia y en el Campeonato Sub-22 de la AFC; y es controlada por la Federación de Fútbol de Jordania.

## Estadísticas

### Juegos Olímpicos
| Récord     | Récord       | Récord | Récord | Récord | Récord | Récord | Récord | Récord |
| Sede/ Año  | Resultado    | #      | J      | G      | E      | P      | GF     | GC     |
| ---------- | ------------ | ------ | ------ | ------ | ------ | ------ | ------ | ------ |
| 1992- 2016 | No clasificó | -      | -      | -      | -      | -      | -      | -      |

### Campeonato sub-23 de la AFC
| Campeonato Sub-23 de la AFC | Campeonato Sub-23 de la AFC | Campeonato Sub-23 de la AFC | Campeonato Sub-23 de la AFC | Campeonato Sub-23 de la AFC | Campeonato Sub-23 de la AFC | Campeonato Sub-23 de la AFC | Campeonato Sub-23 de la AFC | Campeonato Sub-23 de la AFC |
| Sede / Año                  | Resultado                   | Posición                    | PJ                          | PG                          | PE                          | PP                          | GF                          | GC                          |
| --------------------------- | --------------------------- | --------------------------- | --------------------------- | --------------------------- | --------------------------- | --------------------------- | --------------------------- | --------------------------- |
| 2013                        | Tercer lugar                | 3                           | 6                           | 3                           | 2                           | 1                           | 10                          | 5                           |
| 2016                        | Cuartos de final            | 7                           | 4                           | 1                           | 2                           | 1                           | 3                           | 2                           |
| 2018                        | Fase de grupos              | 12                          | 3                           | 0                           | 2                           | 1                           | 3                           | 4                           |
| Total                       | 3/3                         | Tercer lugar                | 13                          | 4                           | 6                           | 3                           | 16                          | 11                          |

### Juegos Asiáticos
| Fútbol en los Juegos Asiáticos | Fútbol en los Juegos Asiáticos | Fútbol en los Juegos Asiáticos | Fútbol en los Juegos Asiáticos | Fútbol en los Juegos Asiáticos | Fútbol en los Juegos Asiáticos | Fútbol en los Juegos Asiáticos | Fútbol en los Juegos Asiáticos | Fútbol en los Juegos Asiáticos |
| Sede / Anfitrión               | Resultado                      | Posición                       | PJ                             | PG                             | PE                             | PP                             | GF                             | GC                             |
| ------------------------------ | ------------------------------ | ------------------------------ | ------------------------------ | ------------------------------ | ------------------------------ | ------------------------------ | ------------------------------ | ------------------------------ |
| Busan 2002                     | No calificó                    | -                              | -                              | -                              | -                              | -                              | -                              | -                              |
| Doha 2006                      | Segunda ronda                  | 19                             | 6                              | 1                              | 3                              | 2                              | 15                             | 7                              |
| Guangzhou 2010                 | Fase de grupos                 | 21                             | 3                              | 0                              | 1                              | 2                              | 0                              | 7                              |
| Incheon 2014                   | Cuartos de final               | 7                              | 4                              | 3                              | 0                              | 1                              | 5                              | 2                              |
| Total                          | 3/4                            | 7                              | 13                             | 4                              | 4                              | 5                              | 20                             | 16                             |

### Campeonato de la Federación de Fútbol de Asia Occidental
| Campeonato de la WAFF Sub-23 | Campeonato de la WAFF Sub-23 | Campeonato de la WAFF Sub-23 | Campeonato de la WAFF Sub-23 | Campeonato de la WAFF Sub-23 | Campeonato de la WAFF Sub-23 | Campeonato de la WAFF Sub-23 | Campeonato de la WAFF Sub-23 | Campeonato de la WAFF Sub-23 |
| Sede / Anfitrión             | Resultado                    | Posición                     | PJ                           | PG                           | PE                           | PP                           | GF                           | GC                           |
| ---------------------------- | ---------------------------- | ---------------------------- | ---------------------------- | ---------------------------- | ---------------------------- | ---------------------------- | ---------------------------- | ---------------------------- |
| 2015                         | Fase de grupos               | 8                            | 3                            | 1                            | 0                            | 2                            | 4                            | 4                            |
| Total                        | 1/1                          | 8                            | 3                            | 1                            | 0                            | 2                            | 4                            | 4                            |

### Copas Internacionales / Torneos amistosos
- Torneo de Medio Oriente Sub-21 - Noruega 2008  (Segundo lugar)
- Copa Internacional de Palestina 2012 (Fase de grupos)
- Campeonato Internacional de Palestina 2014 (Segundo lugar)

## Entrenadores
- Mohammad Awad (1988-1992)
- Issa Al-Turk (2002-2003)
- Nihad Al-Souqar (2006-2007)
- Alaa' Nabil (2010-2011)
- Islam Al-Thiabat (del U-22) (2012-2013)
- Jamal Abu Abed (2013-2016)
- Ahmed Abdel-Qader (2016)
- Iain Brunskill (2016-)